# Fontanelle (Iowa)
Fontanelle è un comune degli Stati Uniti d'America, situato nello Stato dell'Iowa, nella contea di Adair.